# Selva Almada
Selva Almada (Villa Elisa, 5 de Abril de 1973) é uma escritora argentina.

## Biografia
Selva Almada nasceu em Villa Elisa, na província de Entre Ríos, onde morou até os 17 anos. Almada vem de uma família de classe média baixa. Seus pais se casaram quando eram muito jovens e tiveram três filhos, sendo Almada a filha do meio. Após concluir o ensino médio, foi morar na capital de Entre Ríos, Paraná, para estudar Comunicação, curso que acabou trocando pela Licenciatura em Literatura. Morou entre 1991 e 1999 na cidade de Paraná, mudando-se depois para Buenos Aires. Distanciada de sua cidade natal, Almada pode ver o mundo em que cresceu de outra perspectiva, o que lhe possibilitou escrever histórias ligadas à realidade e à oralidade do mundo rural.
Publicou seus primeiros contos na revista Análisis, de Paraná. De 1997 a 1998 dirigiu a revista CAelum Blue.
Sua produção literária ganhou prestígio e elogios da crítica em 2012 com a publicação de seu primeiro romance, El viento que arrasa, sendo traduzido e publicado em vários países, como Espanha, França e Brasil. Em El viento que arrasa, um pastor evangélico e sua filha, um mecânico solitário e um garoto que ele criou como filho se encontram em uma paisagem desolada e seca e são forçados a compartilhar uma tarde e uma noite que mudarão suas vidas para sempre. Em 2019, o romance ganhou o Prêmio Primeiro Livro, do Festival Internacional do Livro de Edimburgo.
Em 2014, a autora lança o livro Chicas muertas que narra a investigação sobre três feminicídios que ocorreram na Argentina logo após a redemocratização do país. Andrea Danne, de 19 anos, tomou uma punhalada no coração em sua própria cama durante a madrugada, em San José, ao norte de Buenos Aires, em 1986; Maria Luisa Quevedo foi estuprada, estrangulada e abandonada em um terreno baldio; e Sarita Mundín desapareceu sem deixar vestígios. Os três crimes têm as mesmas características: jovens contemporâneas à autora, assassinadas no interior da Argentina e que não tiveram seus casos solucionados. No Brasil, o livro foi publicado com o título Garotas mortas, pela editora Todavia.
Em 2018, a escritora veio ao Brasil para participar da 16ª Festa Literária Internacional de Paraty (FLIP), numa mesa de debates ao lado da filósofa Djamila Ribeiro e da poeta Bell Puã.
Almada é considerada uma das melhores vozes literárias da Argentina.

## Obras

### Romances
- 2012 - El viento que arrasa (Mardulce)[13]
- 2013 - Ladrilleros (Mardulce)
- 2020 - No es un río

### Contos
- 2005 - Niños (Universidad de La Plata)
- 2007 - Una chica de provincia (Gárgola)
- 2015 - El desapego es una manera de querernos (Literatura Random House)
- 2020 - Los inocentes

### Crônicas
- 2014 - Raparigas Mortas (título em Portugal) ou Garotas Mortas (título no Brasil) - no original Chicas muertas (Literatura Random House)

### Poesia
- 2003 - Mal de muñecas (Carne Argentina)

### Outros
- 2012 - Intemec (Los Proyectos) - e-book
- 2017 El mono en el remolino: Notas del Rodaje de Zama de Lucrecia Martel. Literatura Random House.

### Livros publicados no Brasil
- O vento que arrasa. São Paulo: Cosac & Naify, 2015. ISBN 9788540508033
- Garotas mortas. São Paulo: Todavia, 2018. ISBN 9788593828744